# Херман Бар
Вижте пояснителната страница за други личности с името Бар.
Херман Бар (на немски: Hermann Bahr) е австрийски писател, драматург, театрален и литературен критик. Един от водещите представители на натурализма, виенския сецесион и експресионизма.

## Биография
Херман Бар е роден в Линц, тогава Австро-Унгария, в семейството на адвокат и нотариус. Следва философия, право, икономика и филология във Виена, Черновци и Берлин. По време на дългото си пребиваване в Париж развива интерес към изкуството и литературата. Работи като художествен критик отначало в Берлин, а после във Виена.
От 1906 до 1907 г. Херман Бар заедно с Макс Райнхард се изявява като режисьор в „Дойчес театър“, Берлин, а през 1918 г. става драматург на „Бургтеатър“ въ Виена. След това си намира място като коректор в германското издателство „Фишер“, където се запознава с Арно Холц. Става съосновател на литературния кръг „Млада Виена“. Числи се към австрийския авангард, пише критика и импресионистични пиеси.
Херман Бар е първият критик, който дава названието „модернизъм“ на литературни произведения и е ранен наблюдател на експресионистичното движение. Теоретичните му съчинения са значими за определянето на нови литературни категории.

### Есеистика
- Zur Kritik der Moderne (1890)
- Die Überwindung des Naturalismus (1891)
- Russische Reise (1893)
- Der Antisemitismus. Ein internationales Interview (1893)
- Studien zur Kritik der Moderne (1894)
- Symbolisten (1894)
- Renaissance. Neue Studien zur Kritik der Moderne (1897)
- Wiener Theater (1899)
- Bildung. Essays (1900)
- Secession (1900)
- Rede über Klimt (1901)
- Dialog vom Tragischen (1903)
- Dialog vom Marsyas (1906)
- Wien (1907)
- Buch der Jugend (1908)
- Dalmatinische Reise (1909)
- Austriaca (1911)
- Frauenrecht (1912)
- Inventur (1912)
- Expressionismus (1916)
- Burgtheater (1920)
- Summula (1921)
- Selbstbildnis (1923)
- Sendung des Künstlers (1923)

### Проза
- Die gute Schule. Seelenzustände, Roman (1890)
- Fin de siècle, Erzählungen (1891)
- Dora, Erzählungen (1893)
- Neben der Liebe, Wiener Roman (1893)
- Caph, Erzählungen (1894)
- Theater, Roman (1897)
- Die Rahl, Roman (1908)
- Drut, Roman (1909)
- O Mensch, Roman (1910)
- Himmelfahrt, Roman (1916)
- Die Rotte Korahs, Roman (1919)
- Österreich in Ewigkeit, Roman (1929)

### Драма
- Die neuen Menschen (1887)
- Die Mutter (1891)
- Das Tschaperl (1897)
- Der Star (1899)
- Wienerinne (1900)
- Der Franzl (1900)
- Der Krampus (1902)
- Der Meister (1904)
- Ringelspiel (1907)
- Das Konzert (1909)
- Die Kinder (1911)
- Das Prinzip (1912)
- Der Querulant (1914)

### Издадени в България
- Хубавата жена – сборник разкази, изд.: „Ал. Паскалев и сие“, София (1932), превод Хенри Левенсон

## Признание
- 1934: Във Виена наричат улица на името на Херман Бар.
- 1963: Издадена е пощенска марка с лика на Херман Бар.